# Sebastián Franquis
Sebastián Franquis Vera (Las Palmas de Gran Canaria, 31 de octubre de 1961) es un político español, diputado por Las Palmas en el Congreso durante las X, XI y XII legislaturas.

## Biografía
Diplomado en Relaciones Laborales por el Centro de Estudios de Las Palmas. Su trayectoria política comenzó en Juventudes Socialistas, donde fue secretario general entre 1979 y 1980. Posteriormente, entró a formar parte del PSOE, partido en el que ha ocupado diferentes cargos. Fue secretario de organización en la agrupación local de Las Palmas entre 1983 y 1986 y vicesecretario general del PSOE en Gran Canaria en 1987.
En 1985 fue nombrado concejal en el Ayuntamiento de Las Palmas de Gran Canaria y en 1989 asumió la portavocía del grupo municipal socialista. Entre 1989 y 1993 formó parte de la Comisión Ejecutiva Regional. En 1995 fue elegido secretario general de los socialistas de Las Palmas de Gran Canaria. En 2000 dimitió de todos sus cargos públicos y se centró en su actividad profesional en el ámbito de la empresa privada.
En diciembre de 2008 se hizo cargo de la Secretaría General de Las Palmas de Gran Canaria. Al año siguiente asumió el área de Presidencia y portavoz del Gobierno en el Ayuntamiento de Las Palmas de Gran Canaria y desde 2011 continuó como concejal. En las elecciones generales de ese año encabezó la lista del PSOE al Congreso por Las Palmas y fue elegido diputado.